# Jordnøddesmør- og syltetøjssandwich
Jordnøddesmør- og syltetøjssandwich (engelsk: peanut butter and jelly sandwich eller akronymet PB&J) er en amerikansk sandwich bestående af to skiver hvidt brød, hvor der smøres jordnøddesmør på det ene stykke og syltetøj på det andet. Sandwichen findes i mange varianter, idet syltetøjet kan være lavet af forskellige frugter, selvom den almindeligvis laves med jordbærsyltetøj.[kilde mangler] Brødet kan også være fuldkornsbrød, rugbrød eller noget helt tredje. 
En undersøgelse foretaget i 2002 viste, at den gennemsnitlige amerikaner vil have spist 1500 sandwiches, inden de påbegynder high school.